# Онкология
Онколо́гия (от др.-греч. όγκος — тяжесть, груз, и λόγος — учение) — раздел медицины, изучающий доброкачественные и злокачественные опухоли, механизмы и закономерности их возникновения и развития, методы их профилактики, диагностики и лечения.
Онкозаболевания представляют собой обширный и разнородный класс заболеваний. Онкозаболевания являются системными и затрагивают, так или иначе, все органы и системы человека. Существует множество форм и вариантов течения рака. Хотя пациенты часто воспринимают онкодиагноз как приговор, далеко не все, даже злокачественные, опухоли приводят к смерти. Современные исследования продемонстрировали, что у каждого человека в организме регулярно возникают раковые клетки и микроопухоли, которые гибнут и рассасываются под воздействием системы противоопухолевого иммунитета.

## История
Первые упоминания о злокачественных заболеваниях человека содержатся в древнеегипетских манускриптах, датированных между 1500 и 1600 годами до нашей эры. В трудах античных авторов Гиппократа, Галена и Цельса были описаны различные формы раковых заболеваний. Среди методов лечения Гиппократ предлагал диету, отдых и физические упражнения при лёгком течении заболевания, а также слабительные, тяжелые металлы и хирургическое вмешательство при тяжёлых формах.
В 1775 году английский врач Персивалл Потт описал рак мошонки, который часто встречался у трубочистов. В начале XX века, было установлено, что причиной развития этой формы рака были продукты перегонки каменного угля полициклические ароматические углеводороды, включая бензпирен.
Появление экспериментального направления в онкологии связано с работами Мстислава Николаевича Новинского и Бернара Пейриля.

## Разделы и специальности онкологии
1. Онкоандрология — изучает доброкачественные и злокачественные опухоли мужской половой системы.
2. Онкогастроэнтерология — изучает доброкачественные и злокачественные опухоли пищеварительной системы.
3. Онкогематология — изучает опухоли крови и кроветворных органов.
4. Онкогепатология — опухоли печени.
5. Онкогинекология — опухоли женской половой системы.
6. Онкоортопедия — изучает доброкачественные и злокачественные опухоли костей, суставов и мягких тканей
7. Онкоофтальмология — изучает опухоли глаз, слёзных желез, век
8. Онкодерматология — опухоли кожи.
9. Онкомаммология — опухоли молочной железы.
10. Онконефрология — опухоли почек.
11. Онкоэндокринология — опухоли желёз внутренней секреции.
12. Онкопульмонология — опухоли лёгких.
13. Онкопроктология — опухоли прямой кишки.
14. Онкоурология — опухоли мочевыделительной системы, мочевого пузыря.
15. Нейроонкология — изучает опухоли нервной системы, головного мозга.
16. Кардиоонкология — опухоли сердца.
17. Психоонкология — изучает влияние онкозаболевания на психику пациента, его взаимодействие с медицинским персоналом и семьёй.
18. Онкохирургия — изучает возможности применения оперативных хирургических методов при лечении онкологических заболеваний.
19. Онкоэпидемиология — изучает закономерности распространения опухолевых заболеваний на определённой территории среди всего населения или отдельных его групп.
20. Радиационная онкология (радиотерапия, лучевая терапия) — изучает возможности лечения онкологических заболеваний с помощью ионизирующей радиации.
21. Онкологическая химиотерапия — изучает возможности лечения различных видов злокачественных новообразований с помощью введения в организм специальных химических веществ или лекарственных препаратов, так называемых противоопухолевых (антинеопластических) химиотерапевтических агентов.
22. Онкоиммунология и онкоиммунотерапия — изучает возможности лечения опухолей иммунологическими препаратами и препаратами, которые воздействуют прицельно на иммунную систему.
23. Педиатрическая онкология, или детская онкология — изучает особенности онкологических заболеваний у детей.
24. Гериатрическая онкология, или онкогеронтология, геронтоонкология — изучает особенности онкологических заболеваний у пожилых людей.
25. Онкогигиена — изучает источники, механизмы развития онкологических болезней и разрабатывает онкогигиенические (профилактические) мероприятия среди популяции людей или определённой когорты населения, в том числе при осуществлении государственного санитарно-эпидемиологического надзора

## Методы лечения
- Хирургическое (оперативное) удаление опухоли и/или метастазов.
- Паллиативные хирургические операции (например, устранение обструкции дыхательных путей или ЖКТ при нерезектабельной опухоли).
- Облучение опухоли и метастазов ионизирующей радиацией.
- Цитостатическая и/или цитотоксическая химиотерапия.
- Иммунотерапия с целью стимулирования собственного противоопухолевого иммунитета организма.
- Виротерапия с помощью онколитических вирусов.
- Гормональная терапия при гормоночувствительных и/или гормонозависимых опухолях.
- Фотодинамическая терапия.
- Таргетная терапия — лечение опухолей с помощью препаратов, действующих непосредственно на клетку-мишень (англ. target) и минимально воздействующих на здоровые органы.
- Фитотерапия[8] (см. Лекарственные растения в онкологии).

Такой метод лечения онкозаболеваний, как использование БАДов (например, ягоды асаи, селен, витамин C, амигдалин, зелёный чай), не обладает доказанной эффективностью.